# 田剡
田 剡（でん えん、生年不詳 - 紀元前375年）は、中国の戦国時代の斉の君主。かれの事跡は『史記』に見えず、わずかな記述が『竹書紀年』に見えるのみである。田氏の斉の太公の子。紀元前385年、太公が死去すると、後を嗣いで斉侯となった。紀元前375年、弟の田午に殺害された。在位10年。